# Districtul Pa Mok
Pa Mok (în thailandeză ป่าโมก) este un district (Amphoe) din provincia Ang Thong, Thailanda, cu o populație de 28.140 de locuitori și o suprafață de 80,9 km².

## Componență
Districtul este subdivizat în 8 subdistricte (tambon). 
| Nr. | Nume         | În thailandeză |
| --- | ------------ | -------------- |
| 1.  | Bang Pla Kot | บางปลากด       |
| 2.  | Pa Mok       | ป่าโมก          |
| 3.  | Sai Thong    | สายทอง         |
| 4.  | Rong Chang   | โรงช้าง         |
| 5.  | Bang Sadet   | บางเสด็จ        |
| 6.  | Norasing     | นรสิงห์          |
| 7.  | Ekkarat      | เอกราช         |
| 8.  | Phong Pheng  | โผงเผง         |